# 1401 en santé et médecine
| Années de la santé et de la médecine : 1398 - 1399 - 1400 - 1401 - 1402 - 1403 - 1404    |
| Décennies de la santé et de la médecine : 1370 - 1380 - 1390 - 1400 - 1410 - 1420 - 1430 |

Cet article présente les faits marquants de l'année 1401 en santé et médecine.

## Événements

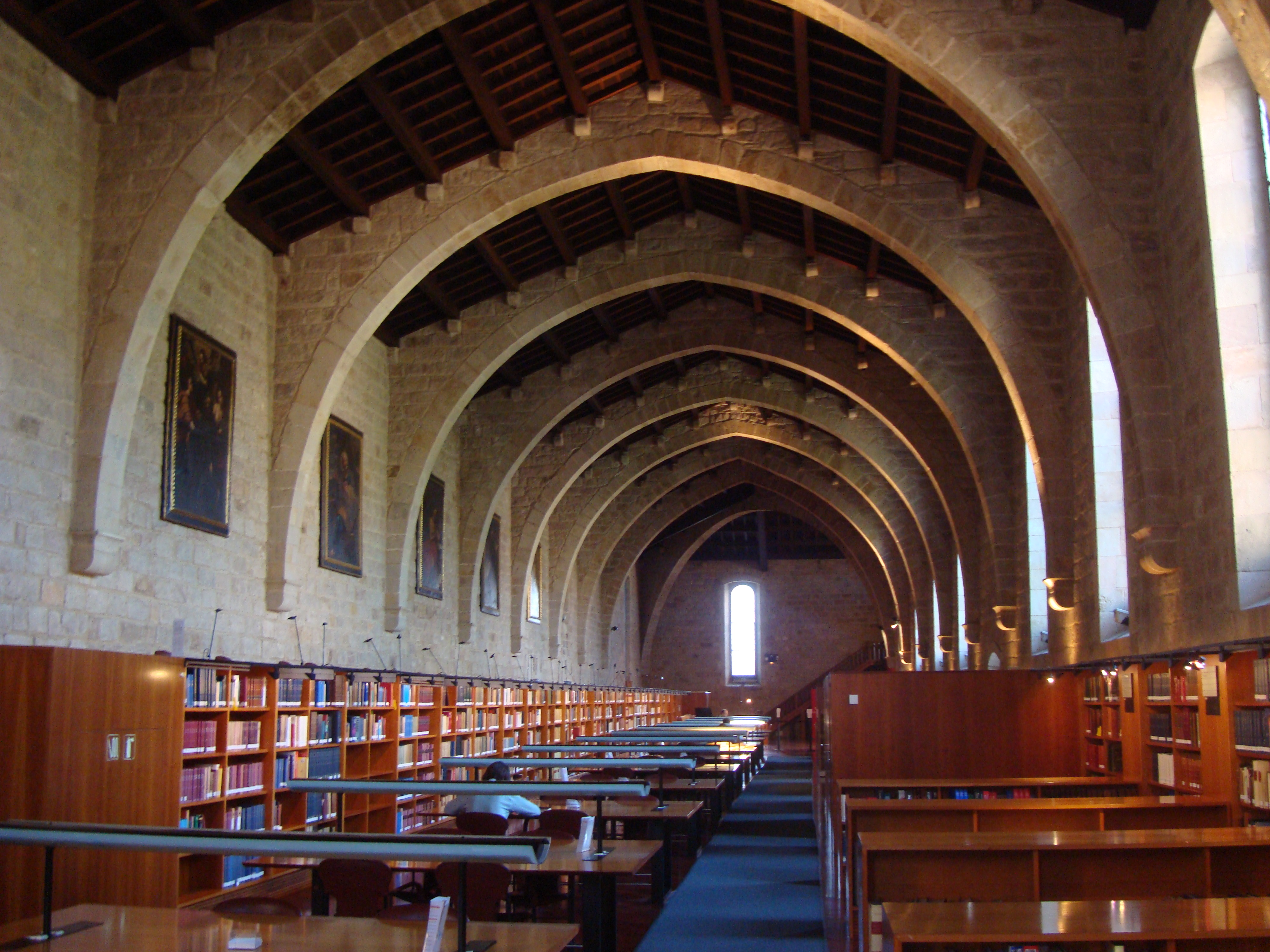
Barcelone
Hospital de la Santa Creu

- Philippe le Hardi, duc de Bourgogne, décide qu'il faut payer pour être reçue béguine à l'hôpital Sainte-Élisabeth de Lille[2].
- Albert de Lestega (fl. 1401-1412), médecin de Guillaume de Wittelsbach, futur comte de Hainaut, assiste Marguerite de Bourgogne, sa femme, pour la naissance de leur fille Jacqueline, au château du Quesnoy[3].
- 1400[4]-1401 : fondation par Martin Ier, roi d'Aragon, du collège royal de médecine (es) de Barcelone (Colegio de Médicos de Barcelona[5]).
- 1401-1407 : Han Thuong, empereur du Vietnam, crée un institut de médecine, et un service de santé dirigé par un médecin attaché à la personne du roi et par un officier chargé de la santé publique[6].
- 1401-1414 : construction de l'Hôpital de la Sainte-Croix (Hospital de la Santa Creu) de Barcelone, fondé pour réunir les six hôpitaux de la ville en un seul établissement[7].

## Publication
- Velasco de Taranta (pt) († ap. 1426) écrit pour ses protecteurs, les comtes de Foix, un Tractatus de epidemia et peste qui sera imprimé pour la première fois à Turin en 1473[8].

## Personnalités
- 1391-1401 : fl. Nicolas Burrel, médecin juré de la ville de Malines[9].
- 1401-1412 : fl. Albert de Lestega, médecin de Guillaume de Bavière, comte d'Ostrevent puis de Hainaut[3].
- 1401-1416 : fl. Durand Comitis, « maître ès arts et licencié en médecine, témoin de l'élection d'un abbé de La Grasse (1416[3]) ».
- 1401-1417 : fl. Benoît Canet, chirurgien juif d'Arles, qui soigne Louis II, roi de Naples, en 1417[3], et Jean de Vouziers, chirurgien juré de la ville de Reims[9].
- 1401-1429 : fl. Guillaume, médecin pensionnaire de la ville de Cambrai[3].
- 1401-1432 : fl. Jean Basin, professeur de médecine à Paris[3].

## Naissance
- 1400 ou 1401 : Henri Arnault de Zwolle (mort en 1466), médecin, astronome et organiste de Philippe le Bon, duc de Bourgogne[10],[11].

## Décès
- Dominicus de Jordano[12] et Chiryati Perrinus (nés à des dates inconnues), respectivement médecin dans la Vallée d'Aoste et apothicaire à Aoste même[12].
- Jean de Heusden (né à une date inconnue), prévôt du chapitre de Notre-Dame de Bruges, médecin de Louis de Male, comte de Flandre[13].
- Pietro da Tossignano (né en 1364[14]), professeur de médecine à Padoue et Bologne, auteur de très nombreux ouvrages largement diffusés, parmi lesquels il faut noter un Traité de la peste, peut-être apocryphe, et un commentaire du Livre pour Mansour de Rhazès[15].